# العدوى الإضافية بفيروس نقص المناعة البشرية
العدوى الإضافية بفيروس نقص المناعة البشرية هي حالة يكتسب فيها الشخص المصاب بفيروس نقص المناعة البشرية سلالة ثانية من الفيروس، تكون غالبًا من نوع فرعي مختلف. يمكن أن تشكل السلالتان معًا سلالة متأشبة تتعايش مع سلالة العدوى الأولية والسلالة الثانية، قد ينتج عن العدوى الثانية تفاقم المرض بشكل أسرع أو مقاومات متعددة لأدوية فيروس نقص المناعة البشرية.
تكون العدوى الفائقة بفيروس نقص المناعة البشرية بين الأنواع، أي أن الفيروس الثاني مختلف جينيًا عن الفيروس الأول، أو داخل النوع، أي أن السلالتين الفيروسيتين متماثلتان جينيًا.

المصابون بفيروس نقص المناعة البشرية معرضون للعدوى الفائقة (الإضافية) بنفس طرق العدوى عند غير المصابين. وتشمل هذه الطرق استخدام الإبر الملوثة والاتصال الجنسي مع شريك مصاب دون استعمال الواقي. أُبلغ عن هذه الحالات حول العالم وأظهرت الدراسات أن معدل الإصابة هو 0-7.7٪ سنويًا. وجدت الأبحاث في أوغندا في عام 2012 أن معدل انتشار العدوى الفائقة بفيروس نقص المناعة البشرية بين عامة السكان مازال مجهولًا. يشير بحث آخر نُشر في مجلة الأمراض المعدية إلى وجود 16حالة موثقة منذ عام 2002.
«إذا أصيب الفرد بفيروس ثان قبل حدوث الانقلاب المصلي الخاص بالفيروس الأول، تُسمى الحالة عدوى مزدوجة. أما العدوى بسلالة ثانية بعد الانقلاب المصلي الأول فتُسمى العدوى الفائقة».

## المناعة
أظهرت دراسة أجريت في كينيا في عام 2007 أن العدوى الفائقة تميل إلى الحدوث خلال الإصابة الأولية، أي خلال العدوى الحادة، أو في غضون 1- 5 سنوات بعد الإصابة الأولية، لكنها لا تحدث خلال الفترة الكامنة. تُكتسب العدوى الفائقة بعد حدوث الاستجابة المناعية للعدوى الأولية.
لا تُعرف جوانب الاستجابة المناعية الطبيعية ضد فيروس نقص المناعة البشرية التي قد تقي الفرد من العدوى الإضافية، ولكن ثبت أن استجابة الخلايا اللمفاوية القاتلة غير واقية. لا توفر الاستجابة المناعية للعدوى الأولى بسلالة معينة من فيروس نقص المناعة البشرية الحماية ضد العدوى بسلالة مختلفة. التأثير المعادِل للأجسام المضادة غير معروف أيضًا، ولكن ظهر أن الأفراد المصابين بفيروس نقص المناعة البشرية لم يُبدوا استجابة بالأضداد المعادِلة قبل الإصابة بالعدوى الفائقة.
ظهرت العدوى الفائقة أيضًا عند الأفراد الذين يبدون استجابة قوية بالأجسام المضادة لفيروس نقص المناعة البشرية. تتوسع الاستجابة المناعية بإنتاج الأجسام المضادة لفيروس نقص المناعة البشرية وتتعزز عند الأفراد بعد العدوى الفائقة. يشير حدوث العدوى الفائقة بين الأنواع الفرعية لفيروس نقص المناعة البشرية وضمن النوع الواحد إلى أن الاستجابة المناعية للعدوى الأولية بفيروس نقص المناعة البشرية توفر حماية محدودة ضد العدوى بسلالة فيروسية جديدة. أي أن استراتيجيات لقاح فيروس نقص المناعة البشرية التي تهدف إلى إحداث استجابة مناعية عند المضيف شبيهة بالاستجابة التي تحدث عند العدوى بفيروس نقص المناعة البشرية قد لا تمنع حدوث إصابات جديدة.
تشير الدراسات إلى أن العدوى الفائقة تسبب ارتفاعًا على هيئة ذروة في الحمل الفيروسي لفيروس نقص المناعة البشرية وانخفاضًا في عدد الخلايا اللمفاوية تي CD4+ بشكل مماثل لما يحدث عند الإصابة الأولية بفيروس نقص المناعة البشرية. حللت الدراسات المبكرة لعدوى فيروس نقص المناعة البشرية هذه الذرى لتشخيص حالات العدوى الفائقة. من غير الواضح ما إذا كانت العدوى الفائقة تسبب زيادة مستمرة في الحمل الفيروسي. تأثير العدوى الفائقة على تطور الإصابة بفيروس نقص المناعة البشرية غير واضح بسبب الآثار المبهمة على الواسمات البديلة للمرض، كزيادة الحمل الفيروسي أو انخفاض عدد الخلايا +CD4. تعتمد قدرة العدوى الفائقة على مفاقمة المرض على عوامل متعلقة بالفيروس وأخرى متعلقة بالمضيف.
لم تُشخص حالات العدوى الفائقة بأعداد كافية لإجراء دراسات تفصيلية حول تأثيرها على الاستجابة المناعية للمضيف.

## الأسباب
تختلف العدوى الفائقة بفيروس نقص المناعة البشرية عن الإصابة المزدوجة بفيروس نقص المناعة البشرية، الذي يصاب فيه الفرد في وقت واحد بسلالات فيروسية متعددة. تعني العدوى الفائقة بفيروس نقص المناعة البشرية أن شخصًا مصابًا بالفيروس اكتسب عدوى بسلالة جديدة مختلفة منه. رصدت التقارير المبكرة حول العدوى الفائقة بفيروس نقص المناعة البشرية حالات إصابة مشتركة بفيروس نقص المناعة البشرية من النمط الأول (HIV-1) وفيروس نقص المناعة البشرية من النمط الثاني (HIV-2).
أظهرت الدراسات أن نقص الأجسام المضادة المعادلة الموجهة ضد HIV-1 يجعل المرضى عرضة للعدوى الفائقة. وأن ميل فيريونات HIV-1 إلى التأشب (إعادة التركيب الجيني) حين يصيب نوعان فرعيان من الفيروس خلية واحدة تزيد من قابلية الفرد للإصابة بالعدوى الفائقة. ترجع الأدلة الأخرى حول العدوى الفائقة إلى حقيقة أن نحو 10٪ من الإصابات بفيروس HIV-1 تترافق مع سلالة متأشبة قابلة للانتقال. تنقسم فيروسات HIV-1 إلى تسعة أنواع فرعية، تتميز عن بعضها باختلاف سرعة تطور المرض والحمل الفيروسي والحساسية للمُقايسات المستخدمة في الكشف. حين تصاب خلية واحدة بنوعين فرعيين من فيروس HIV-1، يتجمع النوعان (يتأشبان) لتشكيل سلالة متأشبة جديدة قابلة للانتقال.

## الآلية

### فقدان الضبط المناعي
بعد الإصابة الأولية الحادة بفيروس نقص المناعة البشرية، تضبط الخلايا تي من النمطCD8+ التكاثر الفيروسي وتبقيه عند نقطة ضبط فيروسية. بعد الإصابة بالعدوى الثانية، تفقد خلايا CD8+ سيطرتها على النسخ الفيروسي فينحرف عن نقطة الضبط. الآلية المسؤولة عن ذلك غير معروفة. تساعد الاستجابة الضعيفة للخلايا التائية ضد الفيروس الأول السلالة الثانية على مقاومة الضبط المناعي، ما يؤدى إلى زيادة معدل التكاثر وتفيرس الدم اللاحق. تساعد زيادة الحمل الفيروسي وانخفاض استجابة الخلايا التائية السلالة الفائقة على إعادة التركيب الجيني بسرعة، ما يحد من الضبط المناعي.

### التأشب الجيني
تحتوي فيريونات (الوحدات الفيروسية) فيروس نقص المناعة البشرية على جينوم مزدوج السلسة من الرنا (RNA). عند حدوث العدوى الفائقة، تدخل سلالتان مختلفتان من فيروس نقص المناعة البشرية إلى الخلايا. يمكن لفيريونات هاتين السلالتين تبادل المادة الوراثية فينتج فيريون يحتوي على رنا مكون من سلسلتين، واحدة من كل سلالة. حين ينتقل هذا الفيريون الابن إلى خلايا جديدة، يتغير قالب الرنا الذي ينسخه إنزيم النسخ العكسي فتنتج نسخة عكسية ترجع مادتها الوراثية إلى الفيروسين الأبوين. يؤدي التأشب إلى زيادة سريعة في التنوع الفيروسي لفيروس نقص المناعة البشرية، ما يسبب تكيف الفيروس السريع مع مناعة المضيف ومقاومة الفيروسات للأدوية (المعالجة المضادة للفيروسات القهقرية). يميل التأشب إلى إنتاج شكلين متأشبين مختلفين، وجودهما دليل على الإصابة المزدوجة. يوحي الانتشار الواسع للتأشب بين الأنواع بأن انتشار العدوى الفائقة أوسع مما أبلغ عنه.

#### الأشكال المتأشبة المنتشرة
الأشكال المتأشبة المنتشرة (CRFs) هي فيروسات فسيفسائية - متأشبة تحوي مواد جينية متنوعة اجتمعت عشوائيًا من فيروسات أبوية مختلفة جينيًا. تنتشر جغرافيًا عبر الانتشار البشري، من أمثلتها CRF02_AG، الموجود في غرب ووسط إفريقيا وأمريكا الجنوبية. يمثل CRF 10% من حالات الإصابة بفيروس نقص المناعة البشرية في العالم. يوجد 15 نموذجًا معروفًا من CRF، أبلغ عنها في 4 قارات. من المرجح أن تظهر المزيد من الأشكال المتأشبة في المناطق التي يتفشى فيها فيروس نقص المناعة البشرية بشكل وبائي وحيث تتقاطع الأنواع الفيروسية، كإفريقيا وجنوب شرق آسيا وأمريكا الجنوبية.

#### الأشكال المتأشبة الفريدة
الأشكال المتأشبة الفريدة (URFs) هي فيروسات فسيفسائية لم تنتشر جغرافيًا. يبلغ عنها أيضًا في المناطق التي تتقاطع فيها أنواع فيروسية مختلفة.